# Passiflora aurantioides
Passiflora aurantioides (basioniem: Hollrungia aurantioides) is een zeldzame plant die voorkomt in Nieuw-Guinea en in Queensland (Australië). Het is een groenblijvende, tweehuizige klimplant die klimt met behulp van ranken.
Passiflora aurantioides is in Australië waargenomen in de omgeving van Deeral, Babinda en Mount Bellenden Ker in het noorden van Queensland. 
Een verwante soort is Passiflora kuranda.